# (14314) Tokigawa
(14314) Tokigawa est un astéroïde de la ceinture principale.

## Description
(14314) Tokigawa est un astéroïde de la ceinture principale. Il fut découvert le 18 février 1977 à Kiso par Hiroki Kosai et Kiichiro Hurukawa. Il présente une orbite caractérisée par un demi-grand axe de 3,14 UA, une excentricité de 0,16 et une inclinaison de 2,1° par rapport à l'écliptique.

## Compléments